# Shiki Kawabata
Shiki Kawabata (kanji: 川端志季, n. 2 de julio en Tokio, Japón) es una escritora japonesa especializada en manga.
Su debut como mangaka fue en 2012, con 08:05 no hengaosan que se publicó en el suplemento de la revista Bessatsu Margaret de Shūeisha, editorial mediante la cual posteriormente elaboraría la mayor parte de sus obras. Sus obras se enmarcan dentro del género shōjo, el cual está enfocado principalmente a un público femenino joven. Una de sus principales obras más destacas es Sora wo Kakeru Yodaka (そら を駆けるよだか), la cual se empezó a publicar en la revista Bessatsu Margaret de la editorial Shūeisha en 2014. Posteriormente fue traducida al español bajo el título el patito feo que surcó los cielos y distribuido por la editorial Milky Way en tres tomos. Fruto del éxito de dicha obra, en 2018 la plataforma de distribución digital Netflix produjo la adaptación del manga de Kawabata en forma de miniserie de acción real bajo el nombre de Switched para la versión internacional y dejando el nombre de la traducción del manga,  El patito feo que surcó los cielos, para la traducción al español.

## Obras

### Manga
| Publicación       | Título original                  | Rōmaji                       | Editorial | Obra traducida                     | Editorial (traducción) |
| ----------------- | -------------------------------- | ---------------------------- | --------- | ---------------------------------- | ---------------------- |
| 2012              | 08:05の変顔さん                  | 08:05 no Hengao-san          | Shūeisha  | x                                  | x                      |
| 2013              | クライムクライム hard luck woman | Crime Crime: Hard Luck Woman | Shūeisha  | x                                  | x                      |
| 2013 - 2014       | 青に光芒                         | Ao ni Koubou                 | Shūeisha  | x                                  | x                      |
| 2014              | 眠る街のふたり                   | Nemuru Machi no Futari       | Shūeisha  | x                                  | x                      |
| 2014 - 2015       | 宇宙（そら）を駆けるよだか       | Sora wo Kakeru Yodaka        | Shūeisha  | El patito feo que surcó los cielos | Milky Way Ediciones    |
| 2016 - 2017       | 箱庭のソレイユ                   | Hakoniwa no Soleil           | Shūeisha  | x                                  | x                      |
| 2018 - actualidad | 僕のオリオン                     | Boku no Orion                | Shūeisha  | Mi estrella más brillante          | Milky Way Ediciones    |
| 2018 - actualidad | 世界で一番早い春                 | Sekai de ichiban hayai haru  | Kōdansha  | x                                  | x                      |

### Adaptaciones
- 2018, El patito feo que surcó los cielos, miniserie basada en la obra homónima producida y distribuida por Netflix.[4]